# Ралф Бакши
Ралф Бакши (Хаифа, 29. октобар 1938) амерички је аниматор, филмски стваралац и сликар.

## Биографија
Током 1970-их, успоставио је алтернативу мејнстрим анимацији кроз независну продукцију оријентисану на одраслу публику. Између 1972. и 1994. режирао је девет  играних филмова који су имали биоскопску дистрибуцију, претежно урбане драме и фантастичних филмова, од којих је пет написао. Такође је био укључен у бројне телевизијске пројекте као редитељ, писац, продуцент и аниматор.
Започео је каријеру у телевизијском студију за цртане филмове Terrytoons. Временом је унапређен у статус аниматора, а затим и редитеља. Прешао је у одељење за анимацију Paramount Pictures 1967. и покренуо је сопствени студио, Bakshi Productions, 1968. године. Уз помоћ продуцента Стивија Кранца, снимио је свој дебитантски играни филм, Fritz the Cat, дистрибуиран 1972. године. Заснован је на истоименом стрипу Роберта Крама и био је први анимирани филм који је добио оцену Х од Америчке филмске асоцијације као и најуспешнији је независни анимирани филм свих времена.
Током наредних 11 година, режирао је седам анимираних филмова. Познат је по филмовима као што су Чаробњаци (1977), Господар прстенова (1978), American Pop (1981) и Fire and Ice (1983). Године 1987. Бакши се вратио раду на телевизији; продуцирао је серију Mighty Mouse: The New Adventures, која је трајала две године. Након девет година паузе у играним филмовима, режирао је Кул свет (1992), који је у великој мери претрпео промене сценарија током фазе продукције и филм је добио лоше критике, што је последично био његов последњи дугометражни филм до сада. Бакши се вратио на телевизију са филмом Cool and the Crazy (1994) и антологијском серијом Spicy City (1997).
Током 2000-их, Бакши се углавном фокусирао на ликовну уметност и сликарство.
Током 2003. је са својим сином Едијем и Џесом Горелом суоснивао Bakshi School of Animation.
Добио је неколико награда за свој рад, укључујући Награду златни грифон 1980. за Господара прстенова, додељену на на Giffoni Film Festival, награду Ени 1988. за изузетан допринос уметности анимације и награду на Cinequest Film Festival 2003.